# ANIテクノロジーズ
ANIテクノロジーズ（英: ANI Technologies Pvt. Ltd.）はインドバンガロールに拠点を置くタクシー配車アプリOla Cabs(オラキャブス)の運営会社である。マスメディアの報道では運営会社もアプリの通称であるOla(オラ)の名で呼ばれる事が多い。

## 概要
当初はムンバイに拠点を置き三輪タクシーの配車のみを手掛けていたが、バンガロールに拠点を移し2014年11月からは自動車の取扱いも始めた。Olaは現在インド国内110都市およびオーストラリアでサービスを提供しており、インド国内ではUberと人気を2分し激しい競争を行っている。
インド進出支援ポータルではインドでは流しのタクシーが少なく道端でタクシーを捕まえることは難しい点や三輪タクシーはドライバーが英語を話せなかったり道に迷うことがある点をあげ、インドにおける配車アプリの有用性を紹介している。

主なサービスは三輪タクシー(オート・リクシャー)を扱うOla Auto、相乗りタクシーサービスOla Share、タクシー配車のOla Micro・Ola Mini・Ola Prime、ラグジュアリーカーを扱うOla Lux、レンタカーのOla Rentals、カーシェアリングのOla Outstations、二輪車を共有するOla Byke share、大学構内向けシェアサイクルのOla Pedalなど。

## 沿革
- 2010年12月3日 - インド工科大学ボンベイ校卒業生のBhavish AggarwalとAnkit Bhatiによってムンバイで設立
- 2011年9月13日 - ブランドロゴをOla CabsからOlaへ変更[3]
- 2014年2月6日 - バンガロールでOla Miniサービス提供開始[4]
- 2014年9月2日 - バンガロール、デリー、ムンバイ、チェンナイ、プネー、ジャイプルでOla Primeサービス提供開始[5]
- 2014年10月25 - シリーズDのラウンドでSoftBank Internet and Mediaから2億1,000万ドル調達[6]
- 2014年11月18日 - バンガロールでオンデマンド配車サービスを開始[7]
- 2015年1月12日 - グルグラムのタクシー会社GCabを買収し、Ola Fleet Technologiesに改名[8]
- 2015年3月2日 - バンガロールのタクシー会社TaxiForSureを2億ドルで買収[9]
- 2015年4月15日 - シリーズEのラウンドでDST Globalから4億ドル調達[10]
- 2015年6月25日 - アプリを通じTFSタクシーの配車を開始[11]
- 2015年9月15日 - タクシー運転手へ車を貸し出すキャブリースプログラム開始[12]
- 2015年11月3日 - キャブリースプログラムの車両調達のため日産自動車と戦略的提携。[13]
- 2015年11月17日 - シリーズFのラウンドでTiger Global、ソフトバンク、DST Global 、滴滴出行から5億ドル調達[14]
- 2015年11月21日 - 集中豪雨に見舞われたチェンナイで手漕ぎボートによる水害救助サービスを実施[15]
- 2015年12月13日 - シリーズGのラウンドでVanguard等から5億7,300ドル調達[16]
- 2015年12月3日 - 滴滴出行、グラブ、Lyftと提携[17]
- 2016年3月2日 - ムンバイ、デリー、バンガロールなどでOla Microサービス提供開始[18]
- 2016年3月3日 - Uberに対抗しオートバイタクシーの試験運用開始[19]
- 2016年4月5日 - 電動三輪タクシーの配車開始[20]
- 2016年5月26日 - ムンバイでOla Luxサービス提供開始[21]
- 2016年6月2日 - バンガロール、バドダラ、コーチン、チェンナイ、カルカッタ、ボパールでOla Outstationsサービス提供開始[22]
- 2016年11月24日 - 車内エンターテイメントOla Playを提供開始[23]
- 2017年2月9日 - ニューデリーで運転手がストライキ[24]
- 2017年2月26 - ソフトバンクグループから3億3,000万ドル調達[25]
- 2017年4月6日 - ファリダバードでOla Bikeサービス提供開始[26]
- 2017年5月4日 - RNT Capital Advisers、Falcon Edge Capitalから1億400万ドル調達[27]
- 2017年7月6日 - インド政府が自家用車のライドシェアを検討開始[28]
- 2017年8月11日 - Tekne Capitalから3,600万ドル調達[29]
- 2017年9月10日 - スズキ自動車と提携[30]
- 2017年10月2日 - ソフトバンク、テンセントから20億ドル調達[31]
- 2017年10月30日 - 三輪タクシー約12万台で無料Wi-Fiを提供[32]
- 2017年11月18日 - インド工科大学カーンプル校でOla Pedalサービス提供開始[33][34]
- 2017年11月9日 - マイクロソフトと提携[35]
- 2017年12月18日 - フードデリバリーのFoodpanda Indiaを買収[36][37]
- 2018年1月30日 - オーストラリアに進出。シドニー、メルボルン、パースでサービス提供開始[38][39]